# Еренфрід Чельч
Еренфрід Чельч (нім. Ehrenfried Tschoeltsch; 4 березня 1893, Грайфсвальд — 8 серпня 1979, Ганновер) — німецький офіцер, генерал-майор люфтваффе.

## Біографія
Син директора фабрики. 11 серпня 1914 року вступив в 133-й піхотний полк Саксонської армії. Учасник Першої світової війни. 24 серпня 1916 року поранений. Після одужання з 16 грудня по лютий 1917 року пройшов курс авіаційного спостерігача. В лютому-липні 1917 року — ад'ютант навчального батальйону авіарадистів в Штольпі, після чого пройшов підготовку в артилерійському авіаційному училищі і був направлений в авіапарк Ковно. З серпня 1917 року — спостерігач авіаційного батальйону A219. 6 вересня 1917 року взятий в полон російськими військами. Після звільнення 3 березня 1918 року призначений комендантом табору військовополонених «Дарниця» біля Києва. У вересні 1918 року переданий в розпорядження інспекції ВПС і відряджений в управління військової преси. В січні-березні 1919 року — батальйонний і полковий ад'ютант 133-ї піхотної дивізії.
Після демобілізації армії залишений в рейхсвері. 30 квітня 1928 року офіційно звільнений у відставку для проходження секретної льотної підготовки в Липецьку, після закінчення якої 31 жовтня 1928 року повернувся на службу і був призначений офіцером з фотозйомки в штабі 5-ї дивізії. З 1 жовтня 1929 року — командир роти 10-го піхотного полку. 1 жовтня 1933 року переведений в люфтваффе і призначений командиром 2-ї роти авіатехнічного училища в Ютербозі. З 1 квітня 1934 року — командир свого училища. З 1 жовтня 1934 року — інструктор курсів для поновлених офіцерів в Деберіці та Кенігсбрюці.
З 1 серпня 1937 року — начальник відділу оборони Імперського міністерства авіації. З 1 листопада 1940 року — командир 62-го навчального авіаполку. З 15 січня 1941 року — командувач унтерофіцерських училищ люфтваффе. З 15 лютого 1944 року — інспектор із загальної авіаційної підготовки. 1 вересня 1944 року відправлений в резерв ОКГ. З 1 січня 1945 року — начальник оперативного штабу повітряного флоту «Рейх». 4 травня 1945 року взятий в полон британськими військами. 8 липня 1947 року звільнений.
Після звільнення працював на хімічному заводі, де згодом очолив відділ закупівлі. З 1 квітня 1951 року — безробітний. З 1 жовтня 1951 року отримував перехідну допомогу.

## Звання
- Фанен-юнкер (11 серпня 1914)
- Фенріх (3 квітня 1915)
- Лейтенант (15 травня 1915)
- Оберлейтенант (1 червня 1923)
- Гауптман (1 квітня 1928)
- Майор (1 жовтня 1934)
- Оберстлейтенант (1 січня 1939)
- Оберст (1 листопада 1940)
- Генерал-майор (1 листопада 1941)

## Нагороди
- Залізний хрест 2-го і 1-го класу
- Орден Альберта (Саксонія), лицарський хрест 2-го класу з мечами
- Нагрудний знак пілота-спостерігача (Пруссія)
- Військовий орден Святого Генріха, лицарський хрест (31 серпня 1916)
- Хрест «За військові заслуги» (Австро-Угорщина) 3-го класу з військовою відзнакою
- Почесний знак Австрійського Червоного Хреста 2-го класу з військовою відзнакою
- Нагрудний знак «За поранення» в чорному
- Почесний хрест ветерана війни з мечами
- Нагрудний знак спостерігача
- Медаль «За вислугу років у Вермахті» 4-го, 3-го, 2-го і 1-го класу (25 років)
- Хрест Воєнних заслуг 2-го і 1-го класу з мечами